# 長徳寺 (入間市)
長徳寺（ちょうとくじ）は、埼玉県入間市にある曹洞宗の寺院。

## 歴史
長禄年間（1457年 - 1460年）、独室存賢によって開山された。独室存賢は当寺の本寺である同県飯能市の長光寺の第3世住職である。
その後、寺運衰微したが、1619年（元和5年）に長光寺の第9世住職の庭庵桂徹によって中興された。
当寺の境内には薬師堂があるが、これは近くあった廃寺「吉祥院」から移設したものである。

## 交通アクセス
- 仏子駅より徒歩16分。